# Quinag
Quinag är ett berg i Storbritannien.   Det ligger i kommunen Highland och riksdelen Skottland, i den norra delen av landet, 800 km norr om huvudstaden London. Toppen på Quinag är 714 meter över havet, eller 61 meter över den omgivande terrängen. Bredden vid basen är 0,29 km.
Terrängen runt Quinag är huvudsakligen kuperad, men västerut är den platt. Trakten runt Quinag är nära nog obefolkad, med mindre än två invånare per kvadratkilometer. Närmaste större samhälle är Lochinver, 12,3 km sydväst om Quinag. I omgivningarna runt Quinag växer i huvudsak blandskog.